# Сахновщинский сельский совет (Машевский район)
Сахновщинский сельский совет (укр. Сахнівщинська сільська рада) входит в состав
Машевского района
Полтавской области
Украины.
Административный центр сельского совета находится в 
с. Сахновщина.

## История
- 1929 — дата образования.

## Населённые пункты совета
- с. Сахновщина
- с. Волчья Балка
- с. Григоровка
- с. Петровка